# Goce Ojleski
Goce Ojleski (mazedonisch Гоце Ојлески; * 10. Oktober 1989 in Struga, SR Mazedonien, SFR Jugoslawien) ist ein mazedonischer Handballspieler, der zumeist auf Linksaußen eingesetzt wird.
Der 1,88 m große und 78 kg schwere Rechtshänder begann seine Profikarriere beim mazedonischen Verein MRK Vardar Skopje. International spielte er im EHF Challenge Cup 2008/09 und im EHF-Pokal 2009/10. Ab 2010 stand er im Kader von RK Vardar Skopje, mit dem er 2012 Pokalsieger und 2013 Meister wurde. Im EHF-Europapokal der Pokalsieger 2010/11 erreichte er das Halbfinale, im EHF-Pokal 2011/12 die zweite Runde und im EHF Europa Pokal 2012/13 die dritte Runde. Ab 2013 lief er für den Stadtrivalen RK Metalurg Skopje auf, mit dem er sich für das Viertelfinale der EHF Champions League 2013/14 qualifizierte. 2014 gewann er erneut die Meisterschaft. Im Sommer 2015 schloss er sich dem rumänischen Verein HC Odorheiu Secuiesc an. Seit der Saison 2017/18 läuft Ojleski für RK Eurofarm Pelister auf. Mit RK Eurofarm Pelister gewann er 2023 die nordmazedonische Meisterschaft.
Mit der Mazedonischen Nationalmannschaft nahm Goce Ojleski an der Europameisterschaft 2014 teil, warf fünf Tore in sechs Spielen und belegte den 10. Platz. Er bestritt bisher 27 Länderspiele, in denen er 21 Tore erzielte.